# Chuen Chom (huyện)
Chuen Chom (tiếng Thái: ชื่นชม) là một huyện (amphoe) in the north của tỉnh Maha Sarakham, đông bắc Thái Lan.

## Địa lý
Các huyện giáp ranh (từ phía nam theo chiều kim đồng hồ) là Chiang Yuen của tỉnh Maha Sarakham, Sam Sung và Kranuan của tỉnh Khon Kaen, Huai Mek và Yang Talat của tỉnh Kalasin.

## Lịch sử
Tiểu huyện (King Amphoe) được tách ra from huyện Chiang Yuen ngày 1 tháng 7 năm 1997.
Theo quyết định của chính phủ Thái Lan ngày 15 tháng 5 năm 2007, tất cả 81 tiểu huyện đều được nâng thành huyện. Với việc đăng công báo hoàng gia ngày 24 tháng 8, việc nâng cấp thành chính thức..

## Hành chính
Huyện này được chia thành 4 phó huyện (tambon), các đơn vị này lại được chia ra thành 47 làng (muban). Không có khu vực đô thị (thesaban), 4 Tổ chức hành chính tambon.
| STT | Tên         | Tên tiếng Thái | Số làng | Dân số |  |
| --- | ----------- | -------------- | ------- | ------ |  |
| 1.  | Chuen Chom  | ชื่นชม           | 11      | 5.886  |  |
| 2.  | Kut Pla Duk | กุดปลาดุก        | 15      | 8.264  |  |
| 3.  | Lao Dok Mai | เหล่าดอกไม้      | 11      | 6.329  |  |
| 4.  | Nong Kung   | หนองกุง         | 10      | 4.107  |  |